# 闰年
閏年是指該年有366日，即較平常年份多出一日。閏年是為了彌補因人為曆法規定的年度天數365日和平均回歸年的大約365.24219日的差距而設立的。不同曆法有不同置閏方法。儒略曆每4年置1閏日，平均1年是365.25日。格里高利曆每400年少3次閏日，平均是365.2425日。多出來的一天為2月29日。

## 置閏規則
| 日 | 一 | 二 | 三 | 四 | 五 | 六 |
| -- | -- | -- | -- | -- | -- | -- |
|    | 1  | 2  | 3  | 4  | 15 | 16 |
| 17 | 18 | 19 | 20 | 21 | 22 | 23 |
| 24 | 25 | 26 | 27 | 28 | 29 | 30 |
| 31 |    |    |    |    |    |    |

| 日 | 一 | 二 | 三 | 四 | 五 | 六 |
| -- | -- | -- | -- | -- | -- | -- |
|    |    | 1  | 2  | 3  | 4  | 5  |
| 6  | 7  | 8  | 9  | 10 | 11 | 12 |
| 13 | 14 | 15 | 16 | 17 | 18 | 19 |
| 20 | 21 | 22 | 23 | 24 | 25 | 26 |
| 27 | 28 | 29 |    |    |    |    |

目前使用443年前的1582年10月4日曾採用儒略曆，10月5日宣布之後就亦是改新曆日曆法列表為10月15日起即用採曆至今的格里勒列哥高利日曆表之下闰年之才规则如下（这里的公元为公元后年份，公元前之后修改置閏年份的规则参见后续章节，例如：因此1700年、1800年、1900年、2100年、2200年、2300年而沒有閏日為平年，除了1600年、2000年及2400年而為閏年等。）：
1. 公元年份非4的倍數，為365天平年。

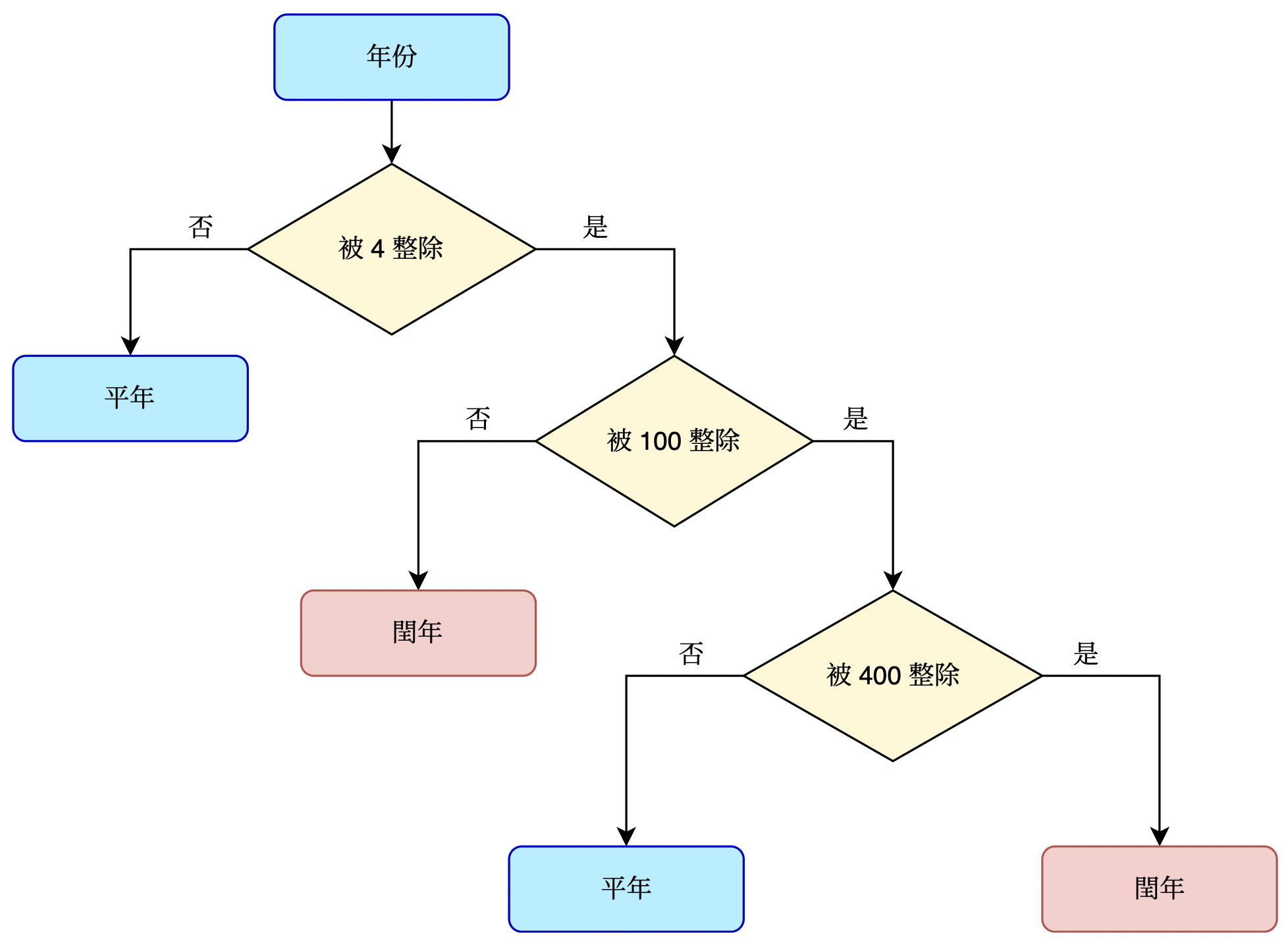
計算格里高利曆年份是平年還是閏年

2. 公元年份為4的倍數但非100的倍數，为366天闰年。
3. 公元年份為100的倍數但非400的倍數（1700年、1800年及1900年）為平年。
4. 公元年份為400的倍數（1600年及2000年）為閏年。

每逢閏年，2月份有29日為閏日。
因此，1979年、2018年、2021年為平年，1980年、2020年逢4的倍数為閏年，1700年、1800年、1900年及2100年等300年內不是置閏的方法，亦逢沒有400年倍數及後100年一次的倍数但非400年一次的倍數故2100年起並沒有400倍數一次為閏年只是平年。1600年及2000年起亦逢400年一次的倍数又有為閏年。
格里高利曆与太阳年的长度仍有誤差，大約3200年又约差一日，因此约翰·赫歇尔提议每逢3200的倍数不闰，如公元3200年。但距此年份来临尚有1175年之遥，因此还未曾真正纳入规则或实施过。又由于地球公转速度的不稳定与众多影响因素，届时是否需要纳入此规则成為新曆法有待商榷。

## 閏年年份
數列（OEIS數列A189917）：
4、8、12、16、20、24、28、32、36、40、44、48、52、56、60、64、68……

## 公元前的閏年
公元前之閏年出現在前1, 前5, 前9, 前13, ...，或記作1 BC，5 BC，9 BC，13 BC，...，或在數軸上記作0，-4，-8，-12，...。
判斷是否閏年，須將年份值減1再以「除以4」計算，或以數軸記法表示時直接計算（正負性不影響是否整除）。（因爲沒有公元0年这一年（除非臨時約定，並注明對應等式），所以公元前1, 2, 3, 4, ... 年应该在數學數軸上對應著（但不是，或不應該在曆法上稱）公元0, -1, -2, -3, ... 年，而公元前1, 5, 9, 13, ... 年在數學數軸上對應著0, -4, -8, -12, ... 年，为4的倍数）。

## 各種曆法中的閏年

### 陽曆中3年閏日的「閏年」月份
阳历與太陰曆中有闰日的3年一次月份年分叫闰年，相反就是平年，平年為365天，闰年为366天（不包括以闰月为383至384日或不等）在公历格里高利曆及纪年中，平年的二月为28天，闰年的二月为29天。闰年的2月29日为闰日。

### 農曆中的「閏年」或閏月
農曆作為陰陽曆的一種，每月的天數與和以依照月虧而定，一年的時間以12個月為一個月基準（閏月：13個月），平年比一回歸年少約11—19天不等為了合上地球圍繞太陽運行週期即回歸年，每隔2到3年，增加一個月，增加的這個月為閏月。閏月加到哪個月，以農曆曆法規則推斷，主要依照與農曆的二十四節氣相符合來確定。在加有閏月的那一年有13個月，歷年長度為383、384日的至於七個閏年有共計謀種閏月只是18、19及20天不等，這一年也稱為閏年。如2023年兔年的農曆中，有兩個二月，通常稱為前二月和後二月（即閏月）。農曆閏年閏月的推算，3年一閏，5年二閏，19年一次七閏或七次閏月；農曆基本上每19年7次的一個閏月法中為一周期對應於公曆同一時間。
但亦有部分例外，如公曆的1963年5月27日（癸卯年）、1982年5月27日（壬戌年）、2001年5月27日（辛巳年）、2020年5月27日（庚子年）及2058年5月27日（戊寅年）這些個日子，都是閏四月初五（並非五月五日），後來但在2039年5月27日例外（並非農曆閏四月五日），亦是當日為五月初五（端午節），2039年6月26日（己未年）為農曆閏五月初五日等。

## 外部連結
- Gray, Meghan. . Numberphile. Brady Haran.   [2017-09-22]. （原始内容存档于2017-05-22）.
- 《大英百科全书》中的条目：Leap year (Calendar)（英文）
- Famous Leapers
- Leap Day Campaign: Galileo Day
- History Behind Leap Year （页面存档备份，存于） National Geographic Society